# Cedicus bucculentus
Cedicus bucculentus is een spinnensoort uit de familie van de Desidae.
De wetenschappelijke naam van de soort werd in 1889 gepubliceerd door Eugène Simon.